# Herrarnas dubbelsculler i rodd vid olympiska sommarspelen 2000
Herrarnas dubbelsculler i rodd vid olympiska sommarspelen 2000 avgjordes mellan den 17 och 23 september 2000.

## Medaljörer
| Gren          | Guld                          | Silver                              | Brons                                       |
| Dubbelsculler | Luka Špik och Iztok Čop (SLO) | Olaf Tufte och Fredrik Bekken (NOR) | Giovanni Calabrese och Nicola Sartori (ITA) |

## Resultat

### Heat

#### Heat 1
| Placering | Roddare                        | Land      | Tid     | Noteringar |
| --------- | ------------------------------ | --------- | ------- | ---------- |
| 1         | Tibor Peto Akos Haller         | Ungern    | 6:28,33 | Q          |
| 2         | Adam Korol Marek Kolbowicz     | Polen     | 6:31,91 | R          |
| 3         | Frédéric Kowal Adrien Hardy    | Frankrike | 6:32,69 | R          |
| 4         | Todd Hallett Dominic Seiterle  | Kanada    | 6:35,41 | R          |
| 5         | Ivan Jukić Tihomir Jarnjević   | Kroatien  | 6:39,69 | R          |
| 6         | Mauricio Monteserin Jaime Rios | Spanien   | 6:42,69 | R          |

#### Heat 2
| Placering | Roddare                           | Land      | Tid     | Noteringar |
| --------- | --------------------------------- | --------- | ------- | ---------- |
| 1         | Luka Špik Iztok Čop               | Slovenien | 6:24,92 | Q          |
| 2         | Giovanni Calabrese Nicola Sartori | Italien   | 6:33,11 | R          |
| 3         | Henry Nuzum Mike Ferry            | USA       | 6:37,81 | R          |
| 4         | Leonid Gulov Andrei Šilin         | Estland   | 6:41,74 | R          |
| 5         | Bertil Samuelson Bo Kaliszan      | Danmark   | 6:58,88 | R          |

#### Heat 3
| Placering | Roddare                                | Land     | Tid     | Noteringar |
| --------- | -------------------------------------- | -------- | ------- | ---------- |
| 1         | Olaf Tufte Fredrik Bekken              | Norge    | 6:25,63 | Q          |
| 2         | Sebastian Mayer Stefan Roehnert        | Tyskland | 6:34,66 | R          |
| 3         | Kostyantyn Zajtsev Kostyantyn Pronenko | Ukraina  | 6:38,06 | R          |
| 4         | Yoennis Hernandez Yosbel Martinez      | Kuba     | 6:40,27 | R          |
| 5         | Lingjun Hua Hongming Liang             | Kina     | 6:50,94 | R          |

### Återkval

#### Återkval 1
| Placering | Roddare                           | Land     | Tid     | Noteringar |
| --------- | --------------------------------- | -------- | ------- | ---------- |
| 1         | Adam Korol Marek Kolbowicz        | Polen    | 6:32,30 | A/B        |
| 2         | Henry Nuzum Mike Ferry            | USA      | 6:34,56 | A/B        |
| 3         | Yoennis Hernandez Yosbel Martinez | Kuba     | 6:35,76 | A/B        |
| 4         | Ivan Jukić Tihomir Jarnjević      | Kroatien | 6:43,60 | C          |

#### Återkval 2
| Placering | Roddare                                | Land    | Tid     | Noteringar |
| --------- | -------------------------------------- | ------- | ------- | ---------- |
| 1         | Giovanni Calabrese Nicola Sartori      | Italien | 6:25,98 | A/B        |
| 2         | Bertil Samuelson Bo Kaliszan           | Danmark | 6:30,87 | A/B        |
| 3         | Kostyantyn Zajtsev Kostyantyn Pronenko | Ukraina | 6:33,23 | A/B        |
| 4         | Todd Hallett Dominic Seiterle          | Kanada  | 6:35,04 | C          |

#### Återkval 3
| Placering | Roddare                         | Land      | Tid     | Noteringar |
| --------- | ------------------------------- | --------- | ------- | ---------- |
| 1         | Sebastian Mayer Stefan Roehnert | Tyskland  | 6:27,58 | A/B        |
| 2         | Frédéric Kowal Adrien Hardy     | Frankrike | 6:31,28 | A/B        |
| 3         | Leonid Gulov Andrei Šilin       | Estland   | 6:35,09 | A/B        |
| 4         | Lingjun Hua Hongming Liang      | Kina      | 6:43,64 | C          |
| 5         | Mauricio Monteserin Jaime Rios  | Spanien   | 6:46,50 | C          |

### Semifinaler

#### Semifinal 1
| Placering | Roddare                         | Land      | Tid     | Noteringar |
| --------- | ------------------------------- | --------- | ------- | ---------- |
| 1         | Luka Špik Iztok Čop             | Slovenien | 6:16,41 | A          |
| 2         | Sebastian Mayer Stefan Roehnert | Tyskland  | 6:20,40 | A          |
| 3         | Tibor Peto Akos Haller          | Ungern    | 6:23,81 | A          |
| 4         | Henry Nuzum Mike Ferry          | USA       | 6:28,49 | B          |
| 5         | Leonid Gulov Andrei Šilin       | Estland   | 6:38,75 | B          |
| 6         | Bertil Samuelson Bo Kaliszan    | Danmark   | 6:40,11 | B          |

#### Semifinal 2
| Placering | Roddare                                | Land      | Tid     | Noteringar |
| --------- | -------------------------------------- | --------- | ------- | ---------- |
| 1         | Olaf Tufte Fredrik Raaen Bekken        | Norge     | 6:23,50 | A          |
| 2         | Giovanni Calabrese Nicola Sartori      | Italien   | 6:24,99 | A          |
| 3         | Adam Korol Marek Kolbowicz             | Polen     | 6:31,26 | A          |
| 4         | Frédéric Kowal Adrien Hardy            | Frankrike | 6:32,09 | B          |
| 5         | Kostyantyn Zajtsev Kostyantyn Pronenko | Ukraina   | 6:36,92 | B          |
| 6         | Yoennis Hernandez Yosbel Martinez      | Kuba      | 6:40,71 | B          |

### Finaler

#### Final C
| Placering | Roddare                        | Land     | Tid     | Noteringar |
| --------- | ------------------------------ | -------- | ------- | ---------- |
| 1         | Todd Hallett Dominic Seiterle  | Kanada   | 6:28,61 |            |
| 2         | Ivan Jukić Tihomir Jarnjević   | Kroatien | 6:31,78 |            |
| 3         | Lingjun Hua Hongming Liang     | Kina     | 6:36,97 |            |
| 4         | Mauricio Monteserin Jaime Rios | Spanien  | 6:40,17 |            |

#### Final B
| Placering | Roddare                                | Land      | Tid     | Noteringar |
| --------- | -------------------------------------- | --------- | ------- | ---------- |
| 1         | Frédéric Kowal Adrien Hardy            | Frankrike | 6:20,72 |            |
| 2         | Henry Nuzum Mike Ferry                 | USA       | 6:21,71 |            |
| 3         | Leonid Gulov Andrei Šilin              | Estland   | 6:22,78 |            |
| 4         | Bertil Samuelson Bo Kaliszan           | Danmark   | 6:23,20 |            |
| 5         | Kostyantyn Zajtsev Kostyantyn Pronenko | Ukraina   | 6:36,92 |            |
| 6         | Yoennis Hernandez Yosbel Martinez      | Kuba      | 6:40,71 |            |

#### Final A
| Placering | Roddare                           | Land      | Tid     | Noteringar |
| --------- | --------------------------------- | --------- | ------- | ---------- |
| 1         | Luka Špik Iztok Čop               | Slovenien | 6:16,63 |            |
| 2         | Olaf Tufte Fredrik Raaen Bekken   | Norge     | 6:17,98 |            |
| 3         | Giovanni Calabrese Nicola Sartori | Italien   | 6:20,49 |            |
| 4         | Sebastian Mayer Stefan Roehnert   | Tyskland  | 6:23,58 |            |
| 5         | Tibor Peto Akos Haller            | Ungern    | 6:27,04 |            |
| 6         | Adam Korol Marek Kolbowicz        | Polen     | 6:32,11 |            |